# جزیره سبو
جزیره سبو یکی از جزایر کشور فیلیپین در آسیا است.
این جزیره بخشی از گروه-جزیره‌های ویسایا به حساب می‌آید که در مرکز کشور فیلیپین قرار گرفته‌اند.
استان سبو که کل مساحت این جزیره را می‌پوشاند از مناطق مهم اقتصادی فیلیپین است.
شهر سبو مرکز این استان در جنوب شرق این جزیره قرار گرفته‌است و دومین شهر مهم فیلیپین است.

## نگارخانه

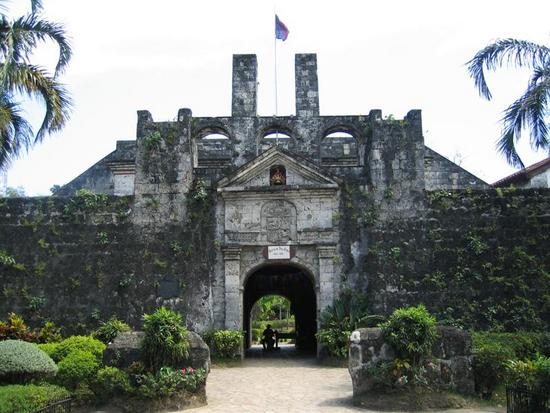